# Populus iliensis
Populus iliensis là một loài thực vật có hoa trong họ Liễu. Loài này được Drobow miêu tả khoa học đầu tiên năm 1941.